# Simat de la Valldigna
Simat de la Valldigna (em valenciano e oficialmente) ou Simat de Valldigna (em castelhano) é um município da Espanha na província de Valência, Comunidade Valenciana. Tem 38,5 km² de área e em 2021 tinha 3 286 habitantes (densidade: 85,4 hab./km²).

## Demografia
| Variação demográfica do município entre 1991 e 2004 | Variação demográfica do município entre 1991 e 2004 | Variação demográfica do município entre 1991 e 2004 | Variação demográfica do município entre 1991 e 2004 |
| --------------------------------------------------- | --------------------------------------------------- | --------------------------------------------------- | --------------------------------------------------- |
| 1991                                                | 1996                                                | 2001                                                | 2004                                                |
| 3140                                                | 3114                                                | 3092                                                | 3291                                                |